# Karoline Schönburg-Hartenstein
Karoline [Lili] Franziska Maria Theresia Johanna Bartholomaea Schönburg-Hartenstein (ur. 24 sierpnia 1892 w Dobris, zm. 24 kwietnia 1986 w Wiedniu) – żona Constantina von Economo (1876-1931). Autorka (wraz z Juliusem Wagnerem-Jaureggiem) biografii neurologa "Constantin Freiherr von Economo: Sein Leben und Wirken". W 1945 wyszła za mąż po raz drugi, za Hermanna Oberhummera (1888-1963).